# Breg pri Litiji
Breg pri Litiji este o localitate din comuna Litija, Slovenia, cu o populație de 196 de locuitori.